# Remando al viento
Remando al viento es una película española de los géneros de drama y romántico dirigida por Gonzalo Suárez en 1987. Fue uno de los primeros papeles protagonistas de Hugh Grant. Durante ese rodaje conoció a Elizabeth Hurley, con la que mantuvo una relación sentimental.

## Argumento
Sus protagonistas son Lord Byron, Mary Shelley y Percy Bysshe Shelley. Estos tres personajes, reunidos en la mansión de Lord Byron, Villa Diodati, junto con Polidori, médico personal de Byron,  son retados por este último a escribir una historia de terror. Como resultado de esta apuesta, Mary Shelley escribió Frankenstein. Se basó en su propia vida y de ella sacó al mítico personaje. Es su mismo reflejo con sus mismas inquietudes.

## Palmarés cinematográfico
III edición de los Premios Goya
| Categoría                     | Persona                            | Resultado  |
| ----------------------------- | ---------------------------------- | ---------- |
| Mejor película                | Mejor película                     | Candidata  |
| Mejor director                | Gonzalo Suárez                     | Ganador    |
| Mejor actor de reparto        | José Luis Gómez                    | Candidato  |
| Mejor guion original          | Gonzalo Suárez                     | Candidato  |
| Mejor música original         | Alejandro Massó                    | Candidato  |
| Mejor fotografía              | Carlos Suárez                      | Ganador    |
| Mejor montaje                 | José Salcedo                       | Candidato  |
| Mejor dirección artística     | Wolfgang Burmann                   | Ganador    |
| Mejor dirección de producción | José G. Jacoste                    | Ganador    |
| Mejor vestuario               | Yvonne Blake                       | Ganadora   |
| Mejor maquillaje y peluquería | Romana González Josefa Morales     | Ganadoras  |
| Mejor sonido                  | Daniel Goldstein Ricardo Steinberg | Candidatos |
| Mejores efectos especiales    | Reyes Abades                       | Candidato  |

- Premios Sant Jordi: Mejor película española.[1]

## Reparto
| Intérprete             | Personaje            |
| ---------------------- | -------------------- |
| Hugh Grant             | Lord Byron           |
| Lizzy McInnerny        | Mary Shelley         |
| Valentine Pelka        | Percy Bysshe Shelley |
| Elizabeth Hurley       | Claire Clairmont     |
| José Luis Gómez        | Polidori             |
| Virginia Mataix        | Elisa                |
| Ronan Vibert           | Fletcher             |
| José Carlos Rivas      | Criatura             |
| Kate McKenzie          | Jane Williams        |
| Jolyon Baker           | Edward Williams      |
| Terry Taplin           | Godwin               |
| Karen Westwood         | Fanny                |
| Bibiana Fernández      | Fornarina            |
| Josep Maria Pou        | Oficial Aduana       |
| Aitana Sánchez-Gijón   | Teresa Guiccioli     |
| Rebecca Ordovas        | Allegra              |
| Nicolás Moser          | William              |
| Néstor Alfonso Rojas   | Tita                 |
| María Teresa Ainscough | Mrs. Hunt            |
| Alan Griffin           | Mr. Hunt             |
| Yolanda Constant       | Mrs. Godwin          |
| John Ticehurst         | Cardenal             |
| Miguel Picazo          | Cura                 |
| Richard Burr           | Acreedor             |
| Emma Amos              | Joven Veneciana      |
| Silvia Casanova        |                      |
| Paco Catalá            | Criado italiano      |